# محطة قطار كارنالي
محطة سكة حديد كارنالي (بالإنجليزية: Carnalea railway station) هي محطة قطار تخدم منطقة كارنالي، إحدى ضواحي بانغور في مقاطعة داون، أيرلندا الشمالية. تقع المحطة على خط بانغور التابع لشبكة NI Railways.

## التاريخ
افتُتحت المحطة لأول مرة في عام 1877، وجرى تجديدها في ستينيات القرن العشرين. في السابق، كانت تتوفر بها بوابات خشبية على الأرصفة ومكتب لحجز التذاكر، لكن في التسعينيات تمت إزالة هذه المنشآت واستُبدلت بملاجئ بسيطة للمسافرين، مع الحفاظ على الهيكل الرئيسي في الجانب الغربي كمبنى سكني.

## الخدمة
تقدم المحطة خدمات قطارات منتظمة كالتالي:
- أيام الإثنين إلى السبت: قطار كل نصف ساعة في كلا الاتجاهين، نحو بانغور شرقًا وبلفاست غربًا، مع توقف بعض القطارات المسائية فقط.
- أيام الأحد: قطار واحد كل ساعة في كلا الاتجاهين.[2]

## البنية التحتية وأهمية المحطة
تقع محطة كارنالي في منطقة سكنية هادئة مطلة على البحر، وتُعد المحطة نقطة وصول رئيسية للسكان المحليين المتجهين إلى بانغور أو بلفاست، خاصةً خلال ساعات الذروة الصباحية والمسائية.
تتكون المحطة من رصيفين على جانبي السكة، يربط بينهما ممر مشاة، كما تحتوي على ملاجئ بسيطة للانتظار دون وجود مبانٍ كبيرة أو مكتب تذاكر نشط. المبنى الأصلي على الرصيف الغربي ما يزال قائمًا لكنه أصبح سكنًا خاصًا.
على الرغم من بساطتها، تُعد المحطة جزءًا مهمًا من شبكة NI Railways لكونها تخدم منطقة سكنية ذات كثافة متوسطة، وتساهم في تقليل الازدحام المروري على الطرق المؤدية إلى بلفاست.